# Nueva Zelanda en los Juegos Paralímpicos de Turín 2006
Nueva Zelanda estuvo representada en los Juegos Paralímpicos de Turín 2006 por dos deportistas masculinos. El equipo paralímpico neozelandés no obtuvo ninguna medalla en estos Juegos.